# Okręg wyborczy Sleaford
Okręg wyborczy Sleaford powstał w 1885 r. i wysyłał do brytyjskiej Izby Gmin jednego deputowanego. Okręg obejmował miasto Sleaford w hrabstwie Lincolnshire. Został zlikwidowany w 1918 r.

## Deputowani do brytyjskiej Izby Gmin z okręgu Sleaford
- 1885–1906: Henry Chaplin, Partia Konserwatywna
- 1906–1910: Arnold Lupton, Partia Liberalna
- 1910–1918: Edmund Royds, Partia Konserwatywna